# Salix × fragilis
Il salice fragile (Salix × fragilis L., 1753) è un piccolo albero dioico e deciduo appartenente alla famiglia delle Salicaceae. È un ibrido naturale di Salix alba e Salix euxina.

## Descrizione

### Portamento
La pianta può raggiungere altezze comprese tra i 2 ed i 15 metri. Il fusto è ricoperto da una corteccia screpolata e di colore grigio-nero. I rami giovani sono piuttosto fragili e di colore variabile dal giallo chiaro al rosso chiaro.

### Foglie
Le foglie sono lunghe 12-16 centimetri, lanceolate e con margine seghettato. La faccia inferiore è di colore grigio-verde mentre quella superiore è lucida e di colore verde chiaro.

### Fiori
I fiori sono raggruppati in amenti unisessuali. Essendo una specie dioica i fiori maschili e femminili si sviluppano su individui separati.

### Frutti
Il frutto è una capsula dotata di peduncolo entro la quale si trova il seme. La fioritura avviene tipicamente tra febbraio ed aprile, prima della comparsa delle nuove foglie.

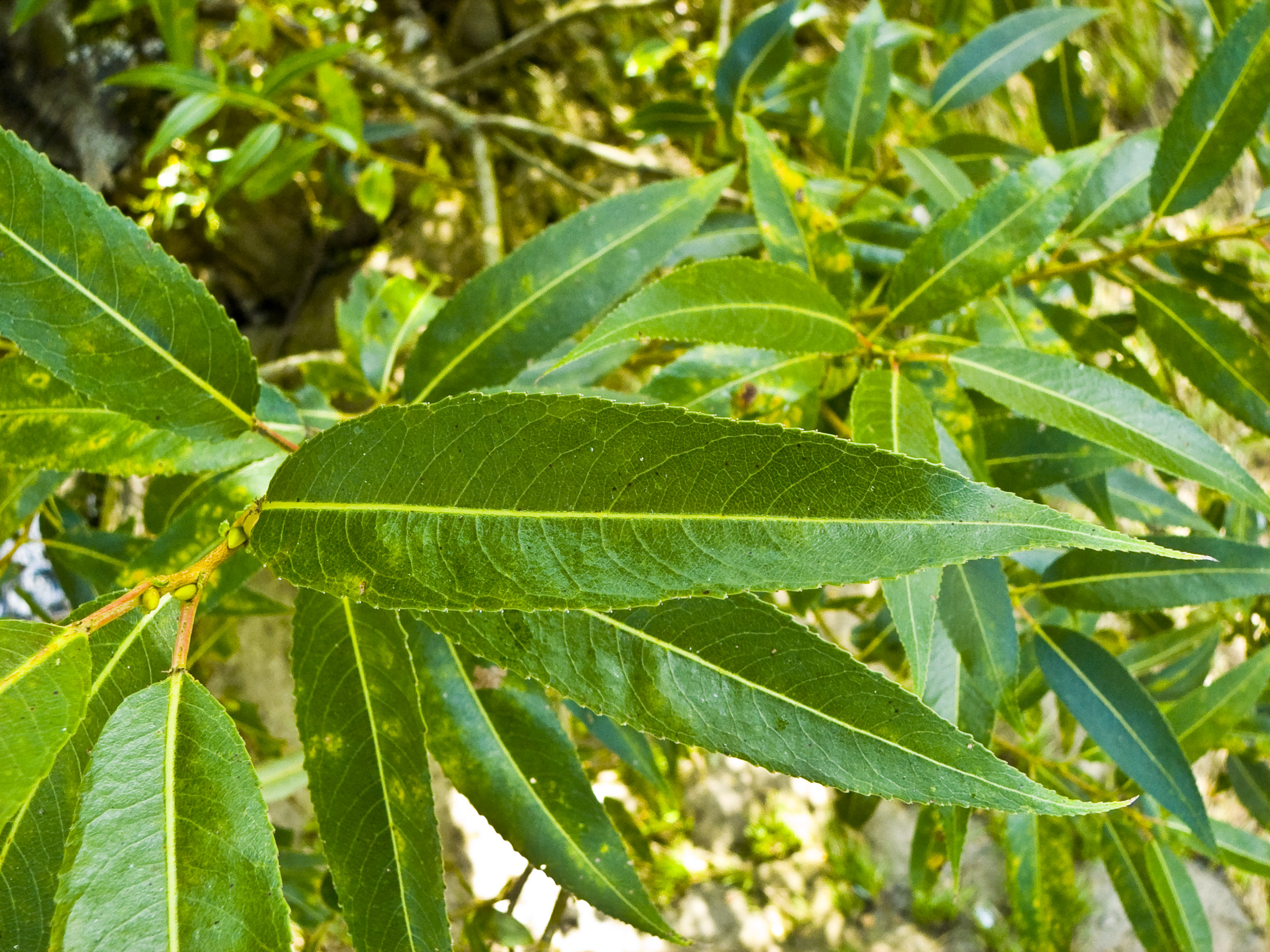
Foglie
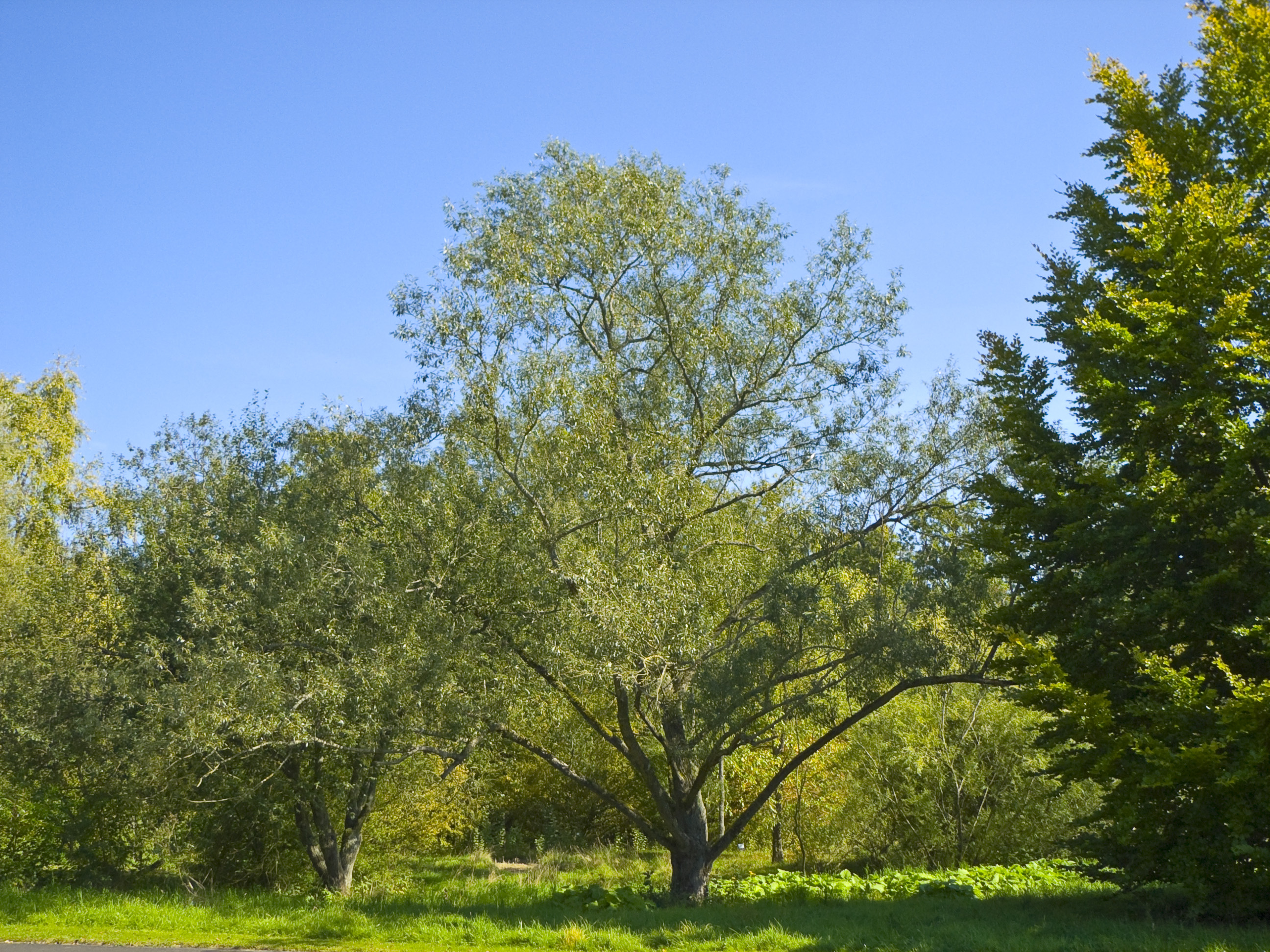
Esemplare presso il Neuer Botanischer Garten, Marburgo

## Distribuzione e habitat
L'ibrido è originario della Turchia ed è stato introdotto in diversi paesi dell'Europa, Asia, Africa, America e Oceania. 
Il suo habitat naturale è rappresentato dalle aree di bosco umido e dal greto di fiumi, torrenti e ruscelli. Vegeta a quote comprese tra 0 e 1.000 metri.

## Tassonomia
La denominazione Salix fragilis fu utilizzata inizialmente da Linneo nel 1753 per indicare una specie di salice originaria della Turchia.. Nel tempo risultò chiaro che la denominazione utilizzata originariamente da Linneo era riferibile sia ad una entità specifica che ad un ibrido tra questa e Salix alba. Nel 2005, fu proposto di riservare la denominazione Salix fragilis alla specie originaria,  mentre per l'ibrido fu proposta la denominazione di Salix × rubens. Nel 2009, dopo approfondita discussione, il Nomenclature Committee for Vascular Plants decise di respingere tale proposta e di mantenere la denominazione di Salix fragilis per l'ibrido. Successivamente Irina V. Belyaeva descrisse formalmente la specie genitrice come Salix euxina, e designò un lectotipo per l'ibrido, la cui denominazione è pertanto Salix × fragilis.